# Бершвајлер бај Кирн
Бершвајлер бај Кирн (њем. Berschweiler bei Kirn) општина је у њемачкој савезној држави Рајна-Палатинат. Једно је од 96 општинских средишта округа Биркенфелд. Према процјени из 2010. у општини је живјело 285 становника. Посједује регионалну шифру (AGS) 7134009.

## Географски и демографски подаци
Бершвајлер бај Кирн се налази у савезној држави Рајна-Палатинат у округу Биркенфелд. Општина се налази на надморској висини од 415 метара. Површина општине износи 7,5 km².

## Становништво
У самом мјесту је, према процјени из 2010. године, живјело 285 становника. Просјечна густина становништва износи 38 становника/km².